# Porte de Clichy
De Porte de Clichy is een van de toegangspunten tot de stad Parijs, de Portes de Paris, en is gelegen in het noordwestelijke 17e arrondissement aan de Boulevard Périphérique en de boulevards des Maréchaux. In de 19e eeuw was het een fysieke stadspoort, onderdeel van de 19e-eeuwse stadsomwalling van Thiers.
Vanuit de Porte de Clichy vertrekt oude de nationale weg RN310 naar Épinay-sur-Seine.
Bij de Porte de Clichy is het gelijknamige metrostation Porte de Clichy aanwezig, die onderdeel is van de Parijse metrolijn 13.